# Termo eléctrico
Un termo eléctrico o calentador de agua eléctrico por acumulación (no confundir con depósito de agua caliente) es un electrodoméstico que proporciona agua caliente sanitaria por el método de la acumulación de agua fría empleando electricidad y en ocasiones transferencia de calor solar para su funcionamiento. Convierte la corriente eléctrica en calor elevando la temperatura del agua que almacena que puede ser utilizada en los usos normales del hogar como duchas, baños, en el lavamanos, bidé y fregadero. Por su baja eficiencia, están pensados para bajos consumos de agua caliente. 

## Historia
La historia de las calderas se origina con la revolución industrial, donde se empleaban tanques de acero para hervir agua a presión y producir vapor que facilitaba el movimiento de grandes máquinas. El invento se atribuye a los hermanos Watt, en honor a los cuales se utiliza a día de hoy la unidad Vatio. 

## Estructura
Un termo eléctrico está formado por un calderín o tanque, que puede consistir en uno o dos contenedores de materiales diversos como acero o epoxi. El calderín metálico está recubierto internamente por una capa cristalina que impide la corrosión del mismo. El estancamiento del agua en su interior produce un efecto batería que acaba con el material contenedor, para lo cual se recubre con una capa cristalina que aísla eléctricamente el calderín del agua. 

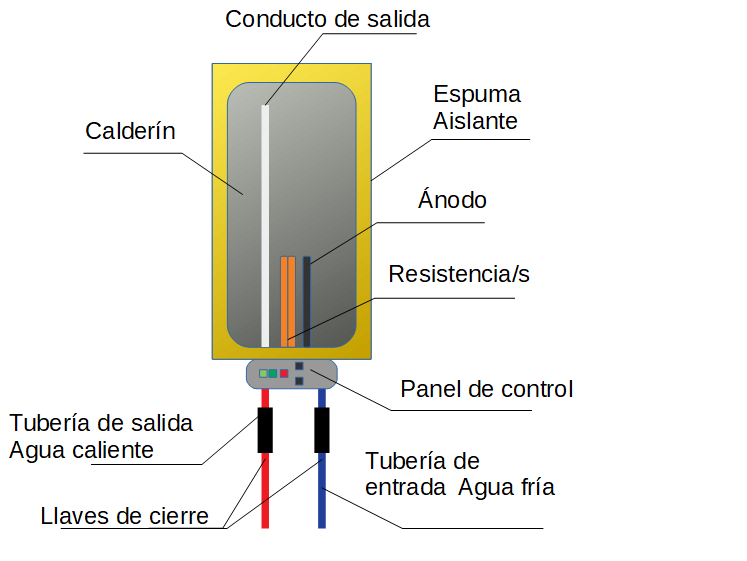
termo básico

El calderín está alojado dentro de una carcasa exterior que puede estar formada por plástico ABS en los modelos más pequeños, o por una chapa de acero al carbono laminado recubierta por una pintura aislante que impide la corrosión. 
Entre ambas superficies, se inyecta un aislante que suele ser poliuretano de alta densidad, con un coeficiente de conductividad térmica en torno a 0.025 w/m*k. Este material, además de proporcionar estabilidad al conjunto, crea aislamiento térmico entre el calderín y la carcasa, lo que permite que el producto pueda ser utilizado en hogares sin peligro de quemaduras para los usuarios, ya que el calderín puede en determinadas condiciones de fallo llegar a los 100 grados de temperatura. 

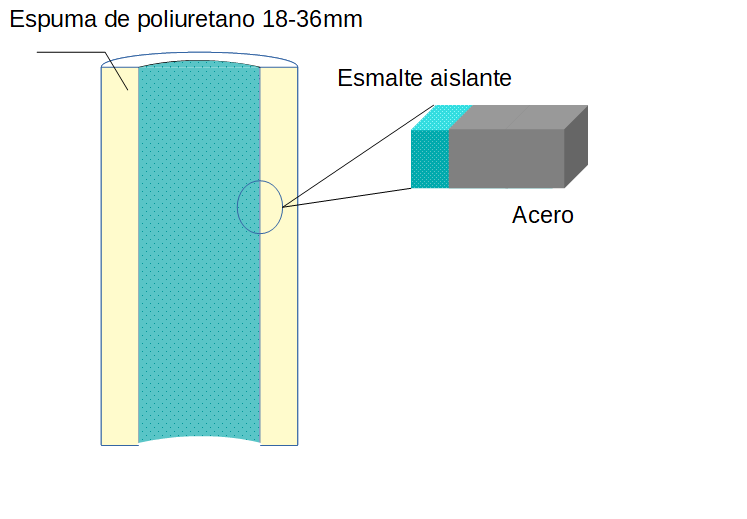
calderín

Los termos de altas capacidades disponen de patas para su instalación en el suelo. 

## Funcionalidad
Por su aplicabilidad al hogar, los termos deben producir agua potable
, por lo que los recubrimientos deben ser permisivos al contacto con el agua. 
Un termo tiene una funcionalidad específica, que es calentar agua para su uso principalmente en hogares, aunque se puede emplear en pequeñas empresas, aseos de fábricas, talleres, laboratorios y siempre allá donde haga falta agua caliente con un volumen de demanda entre medio y bajo. 
Se conecta a la red eléctrica o a paneles solares a través de enchufe y cable apropiados para el amperaje nominal de cada aparato, acordes y compatibles con la red eléctrica local. La tensión de funcionamiento debe ser compatible con la red eléctrica local. 
Tras un período de calentamiento, el termo ofrece agua caliente a la temperatura de funcionamiento. El agua caliente debe ser mezclada con agua fría para conseguir agua confortable para su uso, en una proporción que marcará la temperatura de funcionamiento. 
Los termos con doble cuba son electrodomésticos pensados para un funcionamiento más rápido, al ofrecer dos calderines con resistencias independientes, las cuales calientan la mitad de agua que los termos con un solo calderín. Estos termos tienen dos calderines, uno de entrada y uno de salida. El agua fría entra al calderín de entrada y se atempera con el agua existente en dicho calderín. A través de una conexión en serie, el agua pasa del primer calderín a un segundo calderín con una temperatura superior a la del agua de entrada, permitiendo que la temperatura a la salida sea algo más estable que en los termos convencionales. 
Todos los termos, incluso los de doble calderín, terminarán por tener la temperatura de salida aproximadamente igual a la temperatura de entrada si dejamos el grifo abierto durante el tiempo suficiente. Esto significa que mantienen el caudal, pero no mantienen la temperatura en la salida en valor suficiente por sus propios medios, necesitando un tiempo de recuperación tras cada descarga. 

## Componentes
Un termo dispone de varios componentes que permiten su funcionamiento. 

### Calderín
Se trata de uno o dos tanques en serie, que almacenan el agua del termo. La capacidad de estos tanques está relacionada con la capacidad nominal del termo. Dentro del calderín hay unas tuberías que hacen que salga el agua más caliente por la salida. Es la principal razón por la que todos los termos no son reversibles, y condiciona el lado de las tomas en el caso de la instalación horizontal. 

### Aislamiento
El aislamiento es una espuma que rodea el calderín y evita que el agua pierda bruscamente la energía que se le transmite a través de las resistencias. El espesor medio de esta capa está entre 18 y 36 milímetros. Esta capa permite que el agua caliente permanezca en su temperatura durante varios días, aunque si no se proporciona energía adicional, la temperatura del agua termina equilibrándose con la temperatura de la sala en la que esté el termo. 

### Envolvente
La envolvente de un termo es la estructura exterior o carcasa que lo protege. Puede estar formada por láminas de acero, o plástico en los modelos más pequeños. En dicha envolvente se fijan los soportes que permiten la fijación a la pared, en los casos en los que el termo es instalable en mural. 

### Resistencia
Una o varias resistencias entre 750W y 6.000W calientan el agua del interior del termo hasta conseguir la temperatura de servicio. Esta temperatura está seleccionada por un termostato que puede ser regulable o interno. Si el termostato es regulable, permitirá la selección entre dos temperaturas, la mínima y la máxima. 

### Termostato de operación
Un sensor, generalmente electrónico, permite medir la temperatura del agua del termo en cada momento. El valor es pasado a un circuito que realiza el control sobre la resistencia , la cual calentará el agua hasta alcanzar el máximo seleccionado. El termostato de operación puede tener un rango dinámico entre un mínimo y un máximo. Los valores máximos comerciales son los siguientes. 
| 60 | 62 | 65 | 69 | 70 | 71 | 75 | 78 | 79 | 80 | 81 | 82 | 85 | 90 |

Cuanto mayor sea la temperatura de funcionamiento de un termo, más capaz será de generar agua caliente en cualquier condición de contorno. 

### Termostato de emergencia
Un segundo termostato de emergencia se suele instalar en los termos comerciales, con el objeto de detectar que el agua ha llegado a un valor fuera del rango operativo, generalmente por encima de 90 grados, incluso a más de 100 grados. 

### Ánodo
El ánodo es un sistema de protección del termo. Existen dos tipos según construcción: 
Ánodo Físico, hecho con magnesio. El ánodo físico de un termo es una pieza realizada en acero recubierta de magnesio que permite evitar la corrosión de la cuba o calderín y protege la resistencia. 
Ánodo electrónico. Un circuito que realiza la misma tarea que la reacción química que deteriora el ánodo. 

### Sistema de control
Un sistema de control, mecánico o electrónico, permite que el termo encienda la resistencia cuando el agua se enfría y la apague cuando ya no es necesaria. El sistema de control puede estar basado en microprocesador, funcionando colaborativamente con un reloj y calendario, el cual permite realizar tareas avanzadas, como calentar el termo cuando la pasada semana el usuario se dio una ducha, teniendo prevista el agua caliente para este evento. Se denomina tecnología smart y permite el ahorro de mucha energía eléctrica, al calentar el agua solo cuando el termo decide que hace falta. Estos sistemas suelen ir acompañados de conexión wifi contra un router con esta tecnología, permitiendo que el/la usuario/a controle el termo desde su teléfono inteligente. 

## Características
Las características de un termo son las siguientes:

### Capacidad nominal
Consiste en un valor en litros, normalmente acorde con la capacidad comercial en litros del electrodoméstico. Los termos tienen las siguientes capacidades comerciales. 
| 10 | 15 | 25 | 30 | 35 | 50 | 75 | 80 | 100 | 120 | 150 | 200 | 300 | 500 |

Los termos se agrupan dentro de estas capacidades convencionalmente aceptadas por los fabricantes. Al contrario que los vehículos, que cada cual puede tener la potencia que considere, los termos vienen agrupados en estas capacidades que están orientadas a un número de usuarios y a una función específica. Así, los termos de 10 y 15 litros no están pensados para funcionar en aseos como origen de agua caliente para duchas. 

### Capacidad real
La capacidad real es un dato que expresa el volumen exacto del termo. La existencia de piezas en el interior del calderín hace que de manera habitual, la capacidad nominal y la real no coincidan. Los valores reales pueden ser inferiores o superiores a los nominales. La normas generalmente indican que la capacidad nominal y real deben ser similares, para que un consumidor pueda comparar características entre dos termos de diferentes fabricantes. 

### Potencia nominal
La potencia nominal es la potencia instantánea del termo en términos eléctricos. Tiene relación con la potencia de la o las resistencias que alberga. Las potencias nominales del mercado varían entre 750W y 6000W. 
Los termos deberán ser instalados en líneas de 16, 25 o 32 amperios en función de su potencia nominal, por lo que no se trata de un electrodoméstico que sea plug and play, es decir, desembalar y enchufar como lo pueda ser por ejemplo una lavadora. Las lavadoras en su caso no han alcanzado el máximo de potencia que permite la línea eléctrica sobre la que son conectadas, por lo que hasta el momento son electrodomésticos que generalmente se pueden desembalar y conectar, salvo casos de instalaciones antiguas sin protecciones o con cables de sección inferior a 2,5mm2. 
Los termos deben trabajar sobre líneas de 2,5mm2, 4mm2 o 6mm2 en función de las características de funcionamiento. Esta operación debe ser realizada por un técnico autorizado. 

### Tensión
La tensión eléctrica para la que está diseñado. Los termos están preparados para funcionar con una tensión de servicio y una frecuencia. En el caso de Europa, los valores son 230 Vac con 50Hz de frecuencia. 
Los termos de altas capacidades con altos consumos de energía eléctrica, tienen opción para conexión trifásica, que son 400V de tensión alterna. 

### Corriente
La corriente de un termo es el amperaje consumido por el termo en régimen de funcionamiento normal. Es un valor que tiene relación con la resistencia. Así, un termo con una potencia de 2000W, tiene un amperaje de 8,69 amperios, resultado de dividir la potencia por la tensión nominal que en este caso hemos tomado como 230Vac. 

### Conexión a la red eléctrica
Los termos de menor amperaje incorporan cable de conexión con enchufe estándar para la región con toma de tierra. En determinados modelos de gran capacidad, puede que el aparato no traiga enchufe, sino una regleta de conexiones o un cable al que conectar la red. 

### Indicador de conexión a red
Algunos termos cuentan con un indicador que permite verificar que la red eléctrica está conectada y activa.

### Indicador de calentamiento
En algunos termos, existe un indicador luminoso que permite visualizar en qué momento está conectada la resistencia, por lo tanto, saber cuando el termo está calentando el agua.

### Termómetro
Un termómetro está disponible en algunos modelos de termos, para comprobar desde el punto de vista del usuario la temperatura real del agua y compararla con la temperatura seleccionada. 

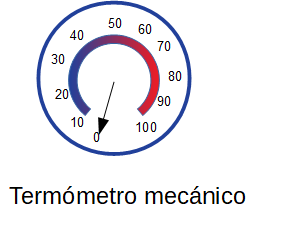
Termómetro1
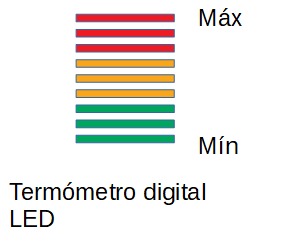
Termómetro2
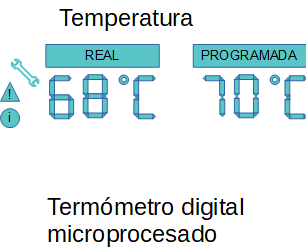
Termómetro3

Hay termómetros mecánicos y digitales. Los mecánicos ofrecen una medición aproximada con una lectura menos precisa. Los digitales son de dos tipos. Con lectura de LEDS, indicando con diodos led el nivel de temperatura, o bien los termómetros basados en microprocesador, con una lectura de precisión elevada ofreciendo el dato en pantallas alfanuméricas.
Algunos termos no disponen de termómetro de ningún tipo. 

### Regulador
En los termos con regulación externa, una rueda mecánica, un par de botones o una pantalla táctil son las versiones más habituales para controlar la temperatura del agua. La regulación tiene lugar entre el valor mínimo y el valor máximo de temperatura. Esta variación se conoce como rango dinámico y tiene una determinación crítica a la hora de calcular la capacidad de producción de agua caliente mezclada a 40 °C. Un termo con regulación a 60 °C y un termo con regulación a 90 °C tendrán capacidades de producción de agua caliente muy dispares. 

### ΔT °C /Temperatura de entrada
Incremento de temperatura. El termo dispone de unos valores medidos por el fabricante, indicando lo que tarda en realizar un salto térmico. El salto térmico es la elevación entre la temperatura de entrada de la red y un valor superior, normalmente 45, 50 o 55 grados por encima. La temperatura de la red, es un dato que en España está disponible de manera estadística en el Código Técnico de Edificación, que en su volumen HE, recoge los valores de la temperatura del agua en diferentes provincias y meses del año. Los valores mínimos son 5 grados centígrados en enero y los máximos 21 °C en julio y agosto. El valor que proporciona el fabricante es desde un valor de temperatura de entrada, hasta un valor de temperatura del agua tras el salto. Este resultado lo ofrece en minutos u horas y varía en función del termo entre 15 minutos y 8 horas. 

### Pérdidas en reposo. Dispersión térmica
Los termos con calentamiento por acumulación, disponen de un parámetro que describe las pérdidas en reposo del electrodoméstico. Se trata de la energía que es necesario proporcionar al termo en 24 horas, para mantener la temperatura prefijada por el usuario. Se ofrece generalmente en kWh/24h y tiene relación con el tiempo que debe funcionar la resistencia en reposo para que el agua no pierda la energía calorífica. 
Las perdidas de dispersión se deben a que la pared aislante del termo es considerada teóricamente una superficie adiabática, lo que significa que no deja pasar el calor a través de ella. La realidad es otra y todas las superficies sean del material que sean, incluso en el vacío, dejan pasar el calor a su través. En mayor o menor medida. 
Interpretación. 
Las pérdidas de dispersión de 1,5kWh/24h, significa que una resistencia de 750W debe conectarse durante 2 horas de tiempo en un intervalo de 24 horas, para mantener la temperatura. 
El fabricante ofrece estos valores a una temperatura estándar de 65 °C. A una temperatura de 90 °C esta cifra es superior, pudiendo llegar a 1,5 veces el valor ofrecido. 
La dispersión térmica sigue la siguiente ecuación. 
q=A*k*dT/dL
Donde 
A es el área de intercambio
k es la conductividad térmica en W/mK del material que haya entre el agua y el aire exterior
dT es el incremento de temperatura entre el exterior del termo y el interior del termo en grado kelvin
dL es el espesor del aislante en metros
Cuanto mayor sea el área de intercambio de calor o cuanto menor sea el espesor del aislante, mayor cantidad de pérdidas se documentan en los termos. 
La dispersión térmica es una cifra que depende enteramente de las condiciones de contorno, es decir, de la temperatura de la sala en la que está el termo. Llegados a un punto en el que el termo está más frío que la sala, la dispersión será un valor negativo y se comportará como un acopio térmico, es decir, absorbiendo calor de la sala en lugar de aportar calor. 

### Conexiones de la resistencia.
Un parámetro interno que no es ofrecido por los fabricantes es la manera de restablecer la energía perdida en el funcionamiento normal del termo. 
Estas conexiones ocurren miles de veces durante la vida del termo, por lo que interesa minimizar el número mínimo de conexiones para evitar averías, asegurando una estabilidad de la temperatura del calderín. En función del número de conexiones que realizamos, conseguimos una estabilidad térmica de entre ±0.6 °C y ±5 °C. 

### Número de calderines
Una de las características de un termo es el número de calderines que contiene. Un termo convencional dispone de un calderín. Ciertos modelos de termos entre 30 y 100 litros disponen de dos calderines, que se conectan en serie para mejorar la rapidez y la admisión del agua fría. 

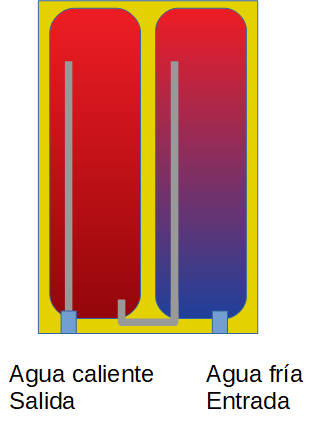
Termo doble calderín

Cada calderín dispone de su resistencia independientemente controlada, para ofrecer un valor de conjunto superior al de un termo con un solo calderín. 
El calderín de entrada recibe el agua fría, mientras que el de salida está planteado para que no se vea afectado por el agua fría del calderín previo. 

### Tomas de conexión para compatibilidad con instalaciones solares térmicas
Un termo puede tener conexiones para funcionar como soporte interacumulador de una instalación solar térmica. Estas instalaciones, distintas a las fotovoltaicas, capturan el calor del sol y lo convierten en agua caliente que circula por una instalación de circuito cerrado. Esta energía en forma de calor puede ser transferida a un termo que sirve de acumulador, para permitir el uso del agua caliente incluso cuando el sol se ha ocultado. Las tomas para conexión con instalaciones solares térmicas suelen estar en el lateral del termo. Los termos con tomas para funcionar como acumuladores solares tienen un calderín único y un serpentín interno por el que se intercambia el calor. El empleo de estas conexiones reduce la factura eléctrica. Los termos con estas conexiones disponen de un serpentín interno que realiza el intercambio de calor, pieza que aumenta el peso en vacío del termo. Los termos normalmente no incorporan este serpentín que está disponible solamente en modelos seleccionados. 

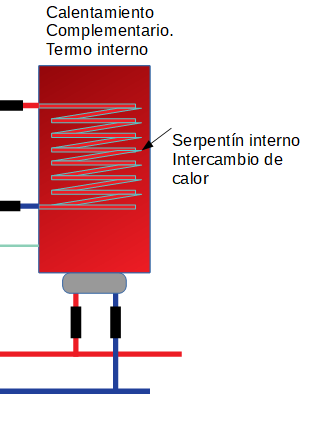
termo con intercambiador

### Resistencia
Las resistencias de los termos son resistores de alta disipación calorífica. Se clasifican empleando los materiales que las forman, y los Vatios para los que han sido diseñadas, sin mencionar el valor resistivo que las caracteriza. 
Pueden ser de cobre, cerámicas, esmaltadas. En todos los casos es un material por el que circula una corriente muy alta elevando la temperatura del aire o del agua, en función del elemento que empleen como interfaz. 
Suelen estar sumergidas en el agua, lo cual en ocasiones provoca la calcificación de la misma con la consiguiente avería. 
Los termos pensados para trabajar en zonas de aguas duras, disponen de una resistencia separada del agua, que calienta en seco el calderín, de tal manera que no hay contacto con el agua y no se deposita la cal en su alrededor , por lo que el termo funciona en mejores condiciones.
Las resistencias pueden estar blindadas lo cual impide que el agua las deteriore. 
Algunas resistencias son intercambiables con el termo lleno, disponiendo de una camisa que separa el calderín de la resistencia. 

### Instalación
Los termos disponen de diferentes tipos de instalación posible. Solo Vertical, Solo Horizontal, ambas o instalación de suelo. La geometría y construcción de algunos termos impiden que puedan funcionar en vertical, o en horizontal. Incluso, en los termos de posición horizontal, pueden condicionar que las tomas estén a la derecha o a la izquierda. Otros pueden funcionar indistintamente en las dos posiciones alterando su eficiencia y producción de agua caliente. Otros termos por su elevada capacidad, solo pueden funcionar instalados en el suelo. 

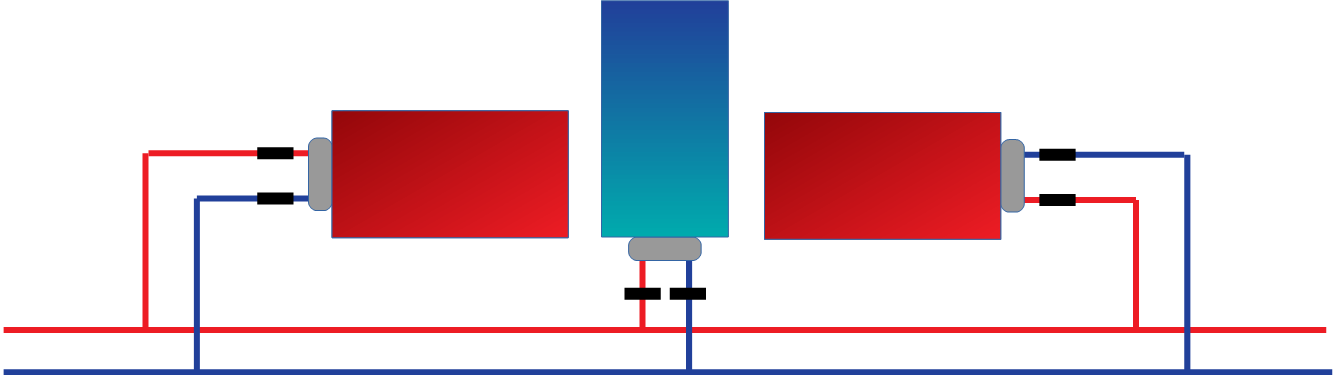
termos posiciones

### Producción de agua caliente. V40
El agua caliente sanitaria está estandarizada en 40 °C y 60 °C. Los fabricantes certifican sus productos con una producción de agua caliente a 40 °C que depende de la capacidad real, del termostato, de la temperatura de la sala, de la temperatura del agua, así como del aislamiento del calderín. Las cifras pueden variar en torno al 150% del valor nominal del termo, si bien se pueden conseguir valores mucho mayores cuando las condiciones de contorno son propicias para el termo, es decir, agua de entrada por encima de 15 grados, temperatura de la sala a más de 20 grados y termostato con alto rango dinámico. Dos termos de igual capacidad nominal y termostatos de distinto rango dinámico, tendrán diferente valor de producción de agua V40. 

### Conexiones hidráulicas
En función de su capacidad y caudal los termos se conectan a la red de agua con tomas DN15-1/2", DN20-3/4" ó DN25-1" en función de la capacidad del termo, Los termos de menor capacidad suelen disponer de tomas DN20 - 1/2", los termos de capacidad intermedia, conectan a través de tomas de DN20 - 3/4". Los termos de gran capacidad conectan a través de comas DN25 - 1". 
Las tomas pueden estar en la parte superior del termo, en la parte inferior, en ambas o en el lateral. Dependiendo de la ubicación de las tomas, el termo está pensado para funcionar en entornos especiales como bajo el fregadero, cuyas tomas están encima del termo. Para funcionar encima del fregadero, las tomas son inferiores. 

### Peso
El peso es un factor relevante para algunos termos, si las paredes no son lo suficientemente resistentes. Se ofrece este dato en catálogo, tanto en vacío como lleno de agua. 

### Medidas
Las medidas de un termo son las cotas geométricas que lo definen, teniendo principalmente dos variantes. Diámetro y longitud, para los termos de un calderín. O alto, ancho, fondo, para los termos con dos calderines y los termos de menos de 25 litros. 
Los termos denominados Slim, suelen tener capacidades hasta 100 litros y permiten la instalación en armarios de bajo fondo con diámetros en torno a 350mm. Los termos de 300 y 500 litros suelen tener alturas superiores a 1,5 metros apoyados en el suelo. 

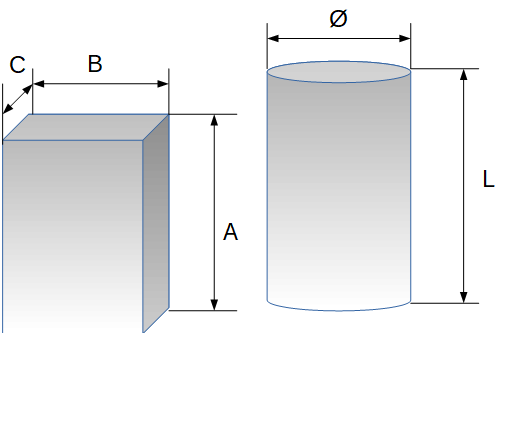
cotas termo

### Funciones smart
Los termos con funciones smart permiten evitar situaciones desagradables para el usuario y economizar el funcionamiento general del termo. 
Función antibacteriana. El termo genera picos de temperatura elevada para eliminar los gérmenes, bacterias y cualquier tipo de vida que provenga de la red de agua. 
Función anti hielo. Esta función impide que el termo se congele ante heladas intempestivas. 
Función anti calentamiento en seco. Esta función impide que el termo caliente la resistencia en seco. 
Cálculo del tiempo hasta que la siguiente ducha esté preparada. Indica en minutos/horas el tiempo necesario para que la siguiente ducha esté preparada. 
Cálculo de las duchas disponibles hasta el final del agua caliente. 
Los termos smart calculan los rangos de temperatura óptimos para calentar el agua necesaria ahorrando energía. 

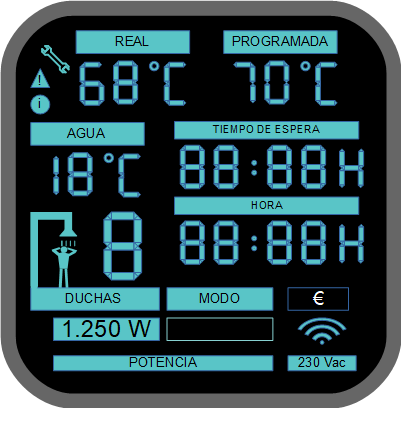
pantalla de termo smart

Los termos smart disponen de una pantalla que informa del funcionamiento de todo el dispositivo. 

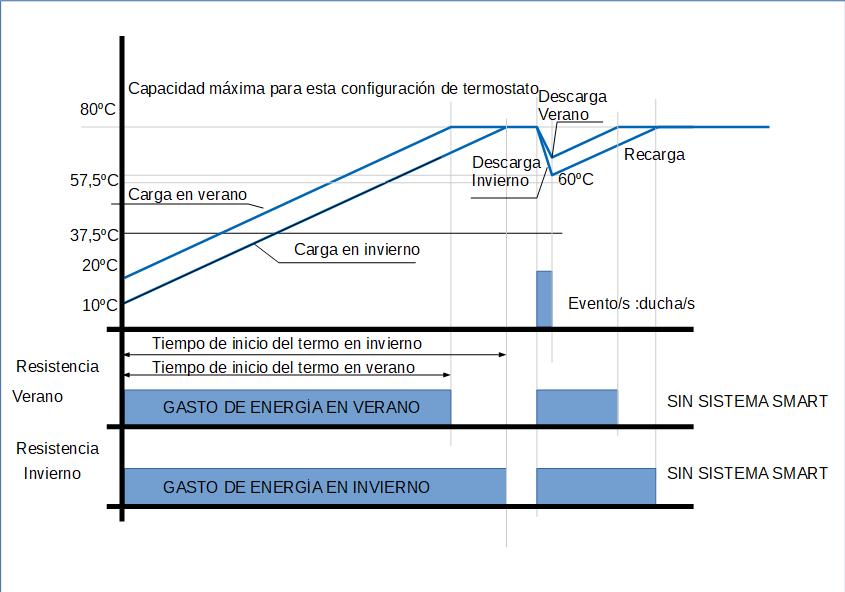
Sin smart

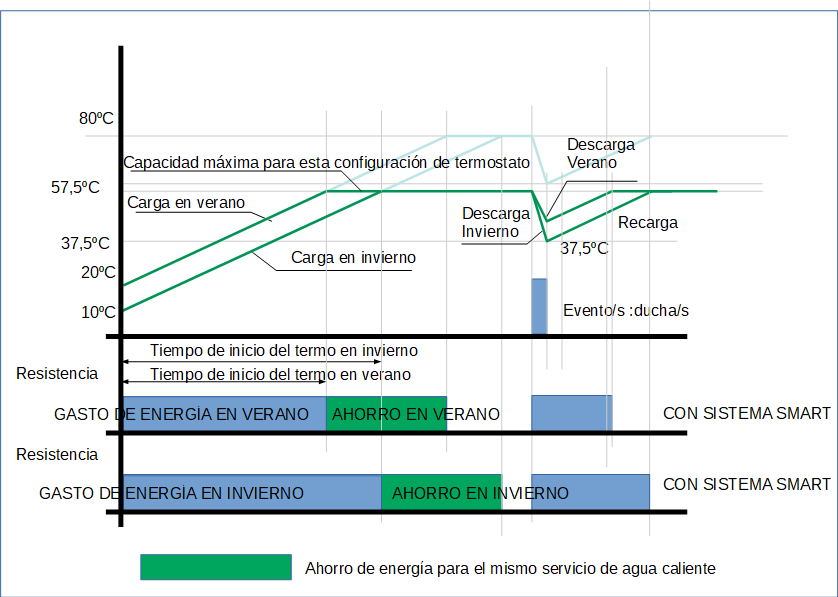
Con smart

### Tarifa nocturna
Algunos termos implementan mejoras energético/económicas al realizar la recarga de noche, evitando sobrecargar la red en hora punta.

### Clase energética
Los termos como todos los electrodomésticos en el ámbito Europeo, se agrupan dentro de clases energéticas. Los modelos más pequeños de 10 y 15 litros califican normalmente como clase A, Los de litrajes intermedios califican en clase B, mientras que los de mayores litrajes califican en clase C. Existen modelos de clase D.
La eficiencia de los termos eléctricos de agua caliente por acumulación es menor a la de los termos eléctricos instantáneos sin acumulador, dado que deben mantener el agua caliente durante las 24 horas, mientras que los termos instantáneos la calientan en el momento de ser utilizada obteniendo clase A en la mayoría de los casos. 

### Perfil de carga
El perfil de carga lo propone el fabricante y lo confirma la agencia certificadora a través de pruebas de caudal, midiendo los litros de agua caliente que puede proporcionar el termo a lo largo de un día en una instalación instrumentalizada y calibrada.
Tiene varios valores posibles, XXS, XS, S, M, L, XL, XXL. 

### T°C out of the box
La temperatura "out of the box" es la llamada temperatura de operación óptima. Muchos fabricantes definen la temperatura de funcionamiento óptimo como la temperatura máxima del electrodoméstico. Otros ofrecen un rango intermedio como temperatura óptima de funcionamiento. 

### Consumo ERP/AEC
El consumo ERP o AEC (Annual Energy Consumption) es la energía que emplea el termo en condiciones normales, tras un uso normal al cabo del año. Esta cifra varía entre los 482kWh/año para los de menor capacidad y los 4.404 kWh/año para los de mayor capacidad. El consumo real podrá o no corresponderse con estas estimaciones en función del uso del termo, selección de temperatura, ciclos de carga/descarga y condiciones de contorno. La presencia de mecanismos de ahorro de energía, en los termos llamados Smart, los perfiles de carga hacen que varios termos con distintas capacidades, obtengan cifras idénticas de consumo anual , ofreciendo datos de ERP que no varían entre termos de 50, 80 y 100 litros. 
Las pérdidas por dispersión del termo pueden alcanzar valores de entre 248kWh/año y 1314 kW/h/año a 65 °C, ligeramente superiores conforme aumentamos la temperatura de funcionamiento. Esta cifra que representa en algunos casos un 30% del consumo anual del termo. 

### Presión de funcionamiento
La presión nominal de funcionamiento para la que el termo está diseñado. Se expresa en bares. Los termos incorporan una válvula de seguridad tarada a una presión inferior a la nominal del termo, para que en caso de sobrepresión abra la seguridad antes de que se produzcan daños estructurales en el termo.

### Protección eléctrica
La protección eléctrica indica qué grado de protección ofrece el termo a eventos como el goteo de agua sobre el termo o as salpicaduras de agua.  
Se ofrecen las siguientes protecciones en los diferentes modelos del mercado
IP24
Grado de protección IP24 - el dígito "2" indica el nivel de protección frente a la penetración de agentes externos sólidos con un diámetro mayor de 12,5 mm, el dígito "4" indica el nivel de protección contra salpicaduras de agua. Los aparatos de calefacción con protección IP24 son adecuados para calentar baños y otras salas húmedas siempre y cuando se cumpla con las instrucciones de funcionamiento.
IP25
Grado de protección IP25 - el dígito "2" indica el nivel de protección frente a la penetración de agentes externos sólidos con un diámetro mayor de 12,5 mm, el dígito "5" indica el nivel de protección contra agua a presión de 12,5 litros/minuto. 
En general el grado IP2X se corresponde con la seguridad mecánica necesaria para no poder introducir un dedo o un bolígrafo, tijeras o similar en la parte que está bajo tensión. 
IPX1
Protegido contra el polvo en todos sus grados y contra el agua vertida sobre el termo. 
IPX3
Protegido contra el polvo en todos sus grados y contra el agua nebulizada en spray. 
IPX4
Protegido contra el polvo en todos sus grados y contra chorros de agua de 10 litros/minuto.

### Código EAN
El código EAN identifica al artículo en un sistema de venta en línea. La existencia de códigos y referencias muy diversas con letras y números podría hacer confundir un termo con otro, por lo que los códigos EAN eliminan la discrepancia posible identificando unívocamente el termo. 

### Garantía
Los termos disponen en general de 3 garantías diferentes. Una general para el producto, que son 2 años conforme a ley. Una para recambios y/o piezas electrónicas que varía según los fabricantes, incluso puede no existir más allá de los dos años básicos. Una tercera garantía para el calderín, que algunos fabricantes amplían de manera anual siguiendo un programa de revisiones del ánodo, llegando hasta los 10 años. 

## Ciclo de carga y descarga

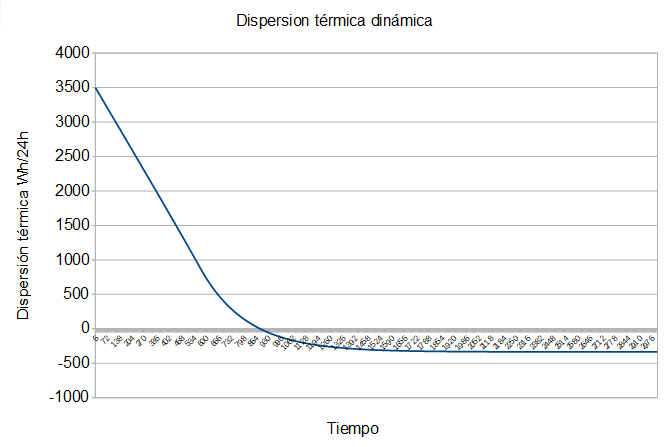
Dispersión térmica en el tiempo. Wh/24h

Un termo tiene un ciclo de carga y un ciclo de descarga. El funcionamiento y la dinámica es similar a una batería eléctrica. Un termo como norma general nunca se vacía, salvo por ausencias muy prologadas como segundas residencias, por reparación o el día que se sustituye por otro. La cantidad de agua en el interior del termo es siempre la misma, el volumen en litros del termo. La diferencia entre un termo cargado y un termo descargado es la energía almacenada en el agua. La temperatura. Esta se consigue a base de calentar resistencias en su interior y elevar el potencial térmico hasta el valor seleccionado. 
El ciclo de carga comienza cuando se enciende la o las resistencias de su interior. En función de la temperatura de trabajo, el termo cargará el agua con energía calorífica suficiente para atender las necesidades de agua caliente del lugar en el que esté funcionando. El ciclo de carga va acompañado de un aumento del volumen del agua en el interior del termo. El termo dispone de una válvula de liberación automática para esta presión. El ciclo de carga es simultaneable con la descarga del termo. Esto significa que el termo está cargando el agua de energía mientras estamos utilizando el agua almacenada. Si existe un déficit de energía, es decir si la energía que estamos drenando a través de los grifos junto con las pérdidas por dispersión, son mayores que la que estamos aportando por la resistencia, el flujo agua de entrada, finalmente el termo perderá todo su potencial térmico y quedará a la temperatura de la red de entrada. 
El ciclo de descarga comienza cuando se abre el grifo de alguna de las conexiones que estén disponibles. El termo no dispone de bomba de presión, por lo que toda la presión proviene de la compañía suministradora, lo cual puede variar el caudal de salida hacia los grifos y duchas. Si no disponemos de conexión con la compañía del agua, podemos crear la presión de dos maneras: 
- Mediante un grupo de presión individual. Se trata de un motor que crea presión en las tuberías para simular la red de conexión urbana.
- De manera natural, elevando el termo para que la acumulación tenga lugar uno o dos metros por encima del punto por el que sale el agua.

Si se trata de un grupo de viviendas que viven de manera comunitaria, es considerable plantear la creación de una red propia de agua corriente mediante un grupo de presión de mejores prestaciones para el conjunto de vecinos.

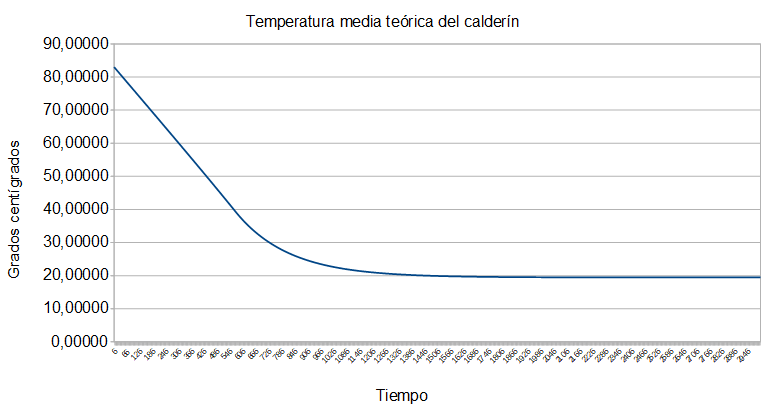
Ciclo de Descarga. Temperatura media teórica del calderín

En la imagen se aprecia la descarga de un termo realizada con simulador, que comienza su descarga a 83 °C terminando a 19 °C, resultado de tener una temperatura de agua a 15 °C y una temperatura de la sala a 15 °C, con recuperación de 170 minutos y capacidad de 100 litros. 
En el siguiente gráfico, se aprecia la dispersión térmica a lo largo del tiempo durante la descarga. Como se puede ver, alcanza un valor máximo en 83 °C, bajando hasta valores negativos cuando la temperatura del agua en el interior del termo es menor a la de la sala en la que se encuentra alojado. Para el ejemplo se ha empleado un termo de 3,2m2 de superficie de intercambio, con 25 °C de temperatura en la sala y 15 °C de temperatura del agua de red, con un aislamiento de 28 mm de poliuretano. 
La dispersión media a 65 °C de un termo de 100 litros es de 1900Wh/24h. En el gráfico se aprecia como varía con el tiempo y con el gradiente de temperatura con la sala. 
En la descarga, se ha planteado el empleo de un grifo termostático el cual calcula la cantidad de agua caliente y fría necesaria para mantener la temperatura de salida. Los flujos de agua caliente (en rojo) y fría (en azul) son los siguientes

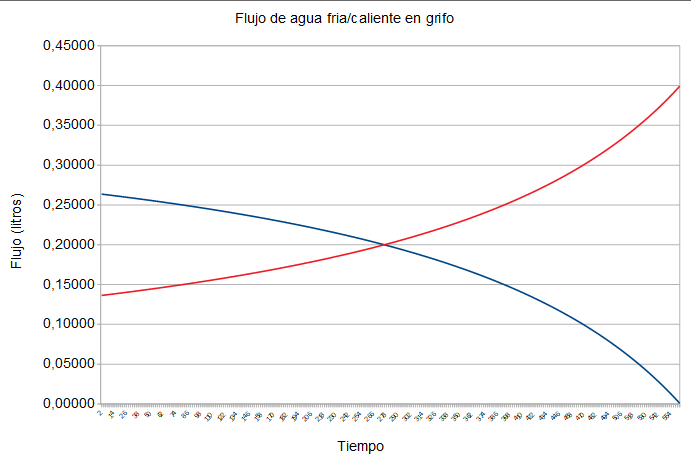
Flujo de agua caliente/fría durante la descarga

## Capacidad del termo
La horquilla de recomendaciones es muy amplia. El dimensionamiento de un termo eléctrico debe ser realizado por un/a ingeniero industrial, que son los que poseen atribuciones específicas en calderas, elemento de orden superior a los termos en su escala de producto. 
Tienen la formación específica en calderas y tienen en cuenta todos los aspectos necesarios para el buen funcionamiento del electrodoméstico como la temperatura del agua de entrada, la temperatura de la sala, la calidad del agua, el rango de temperaturas del termo y la capacidad nominal. Todos esos factores alteran la producción de agua en una caldera individual y por lo tanto en un termo. De la misma manera que un/a consumidor/a no elige el motor de un vehículo, un/a consumidor/a no debería estar autorizado/a para elegir un termo para una vivienda. 
Se recomiendan termos de 100 litros de manera muy heterogénea para su uso entre 1 y 6 personas cuando en la mayor parte de los casos no se valoran las características del termo o de la vivienda. En la gama de 100 litros nominales, hay termos que pueden producir agua a 60 grados y otros termos que pueden producir agua a 90 grados lo cual da mucho mayor rendimiento de agua finalmente mezclada a 40 °C. Además, la capacidad de producción de agua caliente en una zona cálida y en una zona fría es muy diferente. La diferencia de producción de agua entre termos con la misma capacidad nominal es muy amplia.

## Coste de operación
La operación de un termo es una faceta que depende parcialmente de cada instalación, pero además de cada usuario/a. Factores como la temperatura seleccionada, la temperatura del agua que llega de la red y la temperatura de la sala en la que está funcionando, afectan al consumo del electrodoméstico. El mismo electrodoméstico en dos viviendas diferentes, ofrece facturas diferentes. Duchas largas o cortas, cabezales de ducha ahorrativos, influyen en la factura final de dos termos idénticos. 

## Combinación con grifos termostáticos
Los termos se alían con los grifos termostáticos ofreciendo varias ventajas de conjunto. La temperatura del agua de un termo puede estar en torno a los 90 grados centígrados. La instalación de un grifo termostático junto con un termo, permite que la temperatura de salida sea siempre 38 °C, apta para el contacto con nuestra piel sin producir quemaduras.
Por otro lado, los termos tienen una particularidad y es que la temperatura de salida puede oscilar conforme el agua fría va entrando al termo. Con un grifo termostático se elimina la variación y la temperatura de salida es constante durante la ducha. Esta situación se da con termos a partir de una capacidad determinada.

## Consejos y recomendaciones para el uso de un termo
- Conectar el termo con latiguillos dieléctricos.
- No instalar el termo cerca de una ducha o bañera. Pese a que el termo esté preparado para recibir chorros de agua el reglamento eléctrico de 2002 lo prohíbe.
- Proporcionar al termo un desagüe, para que libere el exceso de presión rebosando el agua almacenada, por el aumento del volumen del agua al calentarla. Si no, mojará lo que tenga debajo.

- En los casos de aguas duras, realizar mantenimiento preventivo del ánodo, para proteger el termo. El mantenimiento preventivo significa llamar al técnico aún cuando el electrodoméstico no ha dado signos de avería. Algunos fabricantes instan al usuario a llevar un control anual del ánodo, aún sin averías, para mantener la garantía extendida del calderín.

- Seleccionar la máxima temperatura en un termo puede implicar gastar más energía de la necesaria. Si el termo dispone de control de temperatura, es interesante seleccionar la mínima temperatura posible para el funcionamiento diario, evitando de esta manera el derroche energético.
- Funcionar con el termo entre 40 y 50 grados prolifera las bacterias en el agua del interior del termo. Si no tenemos termos antibacterianos, es recomendable subir la temperatura al máximo disponible
- Para mejorar el consumo de agua y eléctrico, la solución no es necesariamente cambiar termo. Es conveniente reducir el flujo de agua del cabezal de ducha a valores por debajo de 9 litros por minuto.
- Un termo como cualquier otro electrodoméstico tiene un tiempo de vida que no está documentado por los fabricantes, pero que en función del uso y del mantenimiento, ronda entre 10 y 20 años en el caso más favorable.
- Se recomienda la instalación de los termos en el interior de las viviendas.
- Se recomienda vaciar el termo si se prevén heladas y el termo está desconectado.

## Instalación eléctrica
La instalación eléctrica conforme al Reglamento Electrotécnico de Baja tensión establece un circuito para el termo con 16 amperios denominado C4. Como hemos indicado, los termos han desarrollado su capacidad hasta alcanzar los 26 amperios, lo cual implicará que en función del termo seleccionado debamos instalar una nueva línea con protección superior para su uso. 

## Particularidades
El funcionamiento de un termo tiene diversas particularidades, como son la estratificación del agua. El agua a temperaturas diferentes tiene diferente densidad, por lo que el agua fría y el agua caliente teóricamente no se mezclarían. 
Un termo instantáneo de 6000 W, la potencia del mayor de los termos de acumulación, permitiría generar un flujo de agua caliente continua incluso sin calderín, obteniendo un certificado A en el conjunto. Sin embargo al añadirle un acumulador le hace descender hasta la clase C. 

## Agrupación de termos
Los termos llegados a un punto no disponen de más capacidad. Sin embargo son electrodomésticos que pueden trabajar de manera colaborativa. Es decir, trabajar en paralelo.
El funcionamiento en paralelo de termos eléctricos, tiene sus ventajas y sus inconvenientes. 
Como ventajas, el fallo de un termo permite que los otros sigan funcionando, manteniendo un 66% del servicio en caso de fallo simple. El sistema puede funcionar con sistemas solares tanto térmicos como fotovoltaicos. El sistema no produce gases de combustión de ningún tipo, pudiendo funcionar en salas interiores incluso en viviendas sin conexión a la red eléctrica. La acumulación permite dar servicio a varias duchas simultáneas. 
Como inconvenientes, las pérdidas por dispersión son "n" veces de las pérdidas de un termo solo. La eficiencia en general es baja, ya que son aparatos de clase C, habiendo en el mercado sistemas de clase A con mayor eficiencia para grandes consumos de agua.
Disponiendo 5 termos de 500 litros en paralelo funcionando a 90 grados de temperatura de operación, de características mecánicas y eléctricas similares a los termos de mercado, el equivalente en pérdidas en reposo es similar a tener un radiador de 1000W conectado permanentemente a la red.  